# Lista de parques eólicos do Ceará
Esta página é uma lista dos parques eólicos do Ceará.
| ID    | Complexo                          | EOL                       | Potência | Geradores | Município               | Operador           |
| ----- | --------------------------------- | ------------------------- | -------- | --------- | ----------------------- | ------------------ |
| 2142  |                                   | Prainha                   | 10 MW    |           |                         |                    |
| 2801  | Parque Eólico de Taíba            | Taíba                     | 5 MW     | 10        | São Gonçalo do Amarante | Ibitu Energia      |
| 28174 | Parque Eólico de Beberibe         | Beberibe                  | 25,6 MW  | 32        | Beberibe                | CEP Energia        |
| 28375 |                                   | Mucuripe                  | 2,4 MW   |           |                         |                    |
| 28440 | Complexo Eólico Morgado           | Praia do Morgado          | 28,8 MW  | 19        | Acaraú                  | Energimp           |
| 28441 | Complexo Eólico do Acaraú         | Volta do Rio              | 42 MW    | 28        | Acaraú                  | Cemig              |
| 28630 |                                   | Foz do Rio Choró          | 25,2 MW  |           |                         |                    |
| 28631 | Usina de Praia Formosa            | Praia Formosa             | 105 MW   | 50        | Camocim                 | CPFL Renováveis    |
| 28649 |                                   | Canoa Quebrada            | 10,5 MW  |           |                         |                    |
| 28724 |                                   | Praias de Parajuru        | 28,8 MW  | 19        | Beberibe                | Cemig              |
| 30278 |                                   | Araras                    | 30 MW    |           | Acaraú                  |                    |
| 30279 | Complexo Eólico Papagaios         | Buriti                    | 30 MW    | 20        | Acaraú                  | Energimp           |
| 30280 |                                   | Garças                    | 30 MW    |           | Acaraú                  |                    |
| 30282 | Complexo Eólico Papagaios         | Coqueiros                 | 27 MW    | 18        | Acaraú                  | Energimp           |
| 30291 |                                   | Lagoa Seca                | 19,5 MW  |           | Acaraú                  |                    |
| 30294 | Complexo Eólico Papagaios         | Cajucoco                  | 30 MW    | 20        | Itarema                 | Energimp           |
| 30347 |                                   | Vento do Oeste            | 19,5 MW  |           | Acaraú                  |                    |
| 30369 | Complexo Eólico Quixaba           | Quixaba                   | 25,5 MW  | 17        | Aracati                 | Energimp           |
| 30582 | Complexo Eólico Ventos de Tianguá | Ventos do Morro do Chapéu | 25,35 MW | 15        | Tianguá                 | Echoenergia        |
| 30584 | Complexo Eólico Ventos de Tianguá | Ventos do Tianguá Norte   | 27,04 MW | 16        | Tianguá                 | Echoenergia        |
| 30585 | Complexo Eólico Ventos de Tianguá | Ventos de Tianguá         | 25,35 MW | 15        | Tianguá                 | Echoenergia        |
| 30595 | Complexo Eólico Ventos de Tianguá | Vento Formoso             | 25,35 MW | 15        | Ubajara                 | Echoenergia        |
| 30596 | Complexo Eólico Ventos de Tianguá | Ventos do Parazinho       | 27,04 MW | 16        | Ubajara                 | Echoenergia        |
| 30777 |                                   | Cataventos Paracuru I     | 30 MW    |           |                         |                    |
| 30783 |                                   | Ventos de Santa Rosa      | 30 MW    |           | Tianguá                 |                    |
| 30785 |                                   | Ventos de São Geraldo     | 30 MW    |           | Tianguá                 |                    |
| 30808 |                                   | Ventos de Santo Inácio    | 30 MW    |           | Tianguá                 |                    |
| 30809 |                                   | Pau Brasil                | 15 MW    |           |                         |                    |
| 30815 |                                   | São Paulo                 | 17,5 MW  |           |                         |                    |
| 30839 |                                   | Ventos de São Sebastião   | 30 MW    |           | Tianguá                 |                    |
| 30841 | Bons Ventos da Serra              | Malhadinha I              | 23,1 MW  | 11        | Ibiapina                | Steag              |
| 30918 | Complexo Eólico Aracati           | Ubatuba                   | 12,6 MW  | 6         | Aracati                 | Energia dos Ventos |
| 30920 | Complexo Eólico Aracati           | Goiabeira                 | 23,1 MW  | 11        | Aracati                 | Energia dos Ventos |
| 30924 | Complexo Eólico Aracati           | Santa Catarina            | 18,9 MW  | 9         | Aracati                 | Energia dos Ventos |
| 30925 | Complexo Eólico Aracati           | Ventos de Horizonte       | 16,8 MW  | 8         | Aracati                 | Energia dos Ventos |
| 30926 | Complexo Eólico Aracati           | Pitombeira                | 27,3 MW  | 13        | Aracati                 | Energia dos Ventos |
| 30929 | Complexo Eólico Fortim            | Jandaia                   | 27 MW    | 9         | Fortim                  | Brasil Ventos      |
| 30927 | Complexo Eólico Fortim            | São Clemente              | 21 MW    | 7         | Fortim                  | Brasil Ventos      |
| 30907 | Complexo Eólico Fortim            | Jandaia I                 | 21 MW    | 7         | Fortim                  | Brasil Ventos      |
| 30930 | Complexo Eólico Fortim            | Nossa Senhora de Fátima   | 33 MW    | 11        | Fortim                  | Brasil Ventos      |
| 30921 | Complexo Eólico Fortim            | São Januário              | 21 MW    | 7         | Fortim                  | Brasil Ventos      |
| 31415 |                                   | Pitimbu                   | 18 MW    |           |                         |                    |
| 31423 |                                   | São Galvão                | 18 MW    |           |                         |                    |
| 31463 |                                   | Cachoeira                 | 12 MW    |           |                         |                    |
| 31464 |                                   | Bom Jesus                 | 18 MW    |           |                         |                    |
| 31465 |                                   | São Caetano I             | 18 MW    |           |                         |                    |
| 31466 |                                   | São Caetano               | 25,2 MW  |           |                         |                    |
| 31644 | Bons Ventos da Serra              | Bons Ventos Cacimbas 2    | 25,2 MW  | 12        | Ibiapina                | Steag              |
| 31627 | Bons Ventos da Serra              | Bons Ventos Cacimbas 3    | 14,7 MW  | 7         | Ibiapina                | Steag              |
| 31621 | Bons Ventos da Serra              | Bons Ventos Cacimbas 4    | 10,5 MW  | 5         | Ibiapina                | Steag              |
| 31579 | Bons Ventos da Serra              | Bons Ventos Cacimbas 5    | 23,1 MW  | 11        | Ibiapina                | Steag              |
| 31611 | Bons Ventos da Serra              | Bons Ventos Cacimbas 7    | 16,8 MW  | 8         | Ibiapina                | Steag              |
| 31698 | Complexo Eólico Pedra Cheirosa    | Pedra Cheirosa II         | 23,1 MW  | 11        | Itarema                 | CPFL Renováveis    |
| 31736 | Complexo Eólico Pedra Cheirosa    | Pedra Cheirosa I          | 25,2 MW  | 12        | Itarema                 | CPFL Renováveis    |
| 31829 | Complexo Eólico Acaraú            | Santa Rosa                | 20 MW    | 10        | Acaraú                  | Brasil Ventos      |
| 31830 | Complexo Eólico Acaraú            | Uirapuru                  | 28 MW    | 14        | Acaraú                  | Brasil Ventos      |
| 31866 | Complexo Eólico Santo Inácio      | Santo Inácio IV           | 23,1 MW  | 11        | Icapuí                  | Aliança Energia    |
| 32010 | Conjunto Eólico Trairi            | Estrela                   | 29,7 MW  | 11        | Trairi                  | Engie Brasil       |
| 32011 | Conjunto Eólico Trairi            | Bons Ventos Cacimbas      | 18,9 MW  | 9         | Trairi                  | Engie Brasil       |
| 32012 | Conjunto Eólico Trairi            | Ouro Verde                | 29,7 MW  | 11        | Trairi                  | Engie Brasil       |
| 32013 | Conjunto Eólico Trairi            | Santa Mônica I            | 18,9 MW  | 9         | Trairi                  | Engie Brasil       |
| 32015 | Complexo Eólico Acaraú            | Ventos de Angelim         | 24 MW    | 12        | Acaraú                  | Brasil Ventos      |
| 33756 | Complexo Eólico do Acaraú         | Cataventos Acaraú I       | 28 MW    | 14        | Acaraú                  |                    |
| 35197 |                                   | Garrote                   | 23,1 MW  |           |                         |                    |
| 35217 | Complexo Eólico Santo Inácio      | Santo Inácio III          | 29,4 MW  | 14        | Icapuí                  | Aliança Energia    |
| 35219 |                                   | São Raimundo              | 23,1 MW  |           |                         |                    |